# Valentin Schmidt (Jurist)
Valentin Schmidt (* 18. Februar 1941) ist ein deutscher Jurist. Von 1997 bis 2006 war er Präsident des Kirchenamtes der EKD.

## Werdegang
Nach dem Studium der Rechtswissenschaften in Göttingen war Valentin Schmidt von 1971 bis 1973 Referent des Oberstadtdirektors in Hannover. Von 1973 bis 1985 war Schmidt Leiter des Rechtsamtes der Landeshauptstadt Hannover, anschließend von 1985 bis 1992 Leiter des Hauptamtes. 1992 wurde er Verbandsdirektor des Kommunalverbandes Großraum Hannover sowie Geschäftsführer von öffentlichen Betrieben der Verkehrs- und Versorgungsbranche. Am 1. März 1997 folgte die Berufung durch den Rat der EKD zum Präsidenten des Kirchenamtes der EKD. Zudem war Valentin Schmidt bis 2010 ehrenamtlicher Sportbeauftragter des Rates der EKD und zwölf Jahre Mitglied der EKD-Synode.
Von 1993 bis 1998 war Schmidt Präsident der Landessynode der Evangelisch-lutherischen Landeskirche Hannovers. Seit 2007 ist Schmidt im Vorstand der Internationalen Martin Luther Stiftung tätig.
Er ist seit 1962 Mitglied des Hannoverschen Sportvereins von 1896 und seit April 2007 dessen Aufsichtsratsvorsitzender. Außerdem ist er Vorsitzender des Kuratoriums der Klosterkammer Hannover.